# Universidad de Cork
La Universidad de Cork (en inglés: University College Cork, National University of Ireland, Cork; en irlandés: Coláiste na hOllscoile, Corcaigh Ollscoil na hÉireann, Corcaigh; UCC) es una institución de educación superior irlandesa que forma parte de la National University of Ireland ubicada en Cork.
En 2015 ocupó el primer puesto en el ranking del sistema de indicadores U-Multirank de la Comisión Europea. Asimismo, ese año fue nombrada «Universidad Irlandesa del Año», por cuarta vez, por el Sunday Times (edición para Irlanda).

## Historia
Fundada en 1845, como una de las tres Queen’s Colleges (Belfast, Cork y Galway), en 1908 se convirtió en University College, Cork. En 1997 cambió el nombre por National University of Ireland, Cork y en 1998 por el actual.

## Profesorado y alumnado

### Profesorado
Entre los profesores que han impartido clases en la universidad, se incluyen los siguientes:
- George Boole, FRS, su primer catedrático de matemáticas e inventor del álgebra de Boole[4]
- Mary Ryan, catedrática de Lenguas romances. Ryan fue la primera mujer en ostentar una cátedra en Irlanda y el Reino Unido (1909)[5]
- Bertram Windle, FRS, catedrático de Anatomía y de Arqueología,[5] decano de 1904 a 1919.[6]